# 麦肯齐·巴里
麦肯齐·戴尔·巴里（英語：Mackenzie Dale Barry；2001年4月11日—），新西兰女子足球运动员，司职后卫，目前效力于Wellington Phoenix和新西兰国家女子足球队。她曾代表新西兰参加2024年夏季奥林匹克运动会女子足球比赛。